# Discuswerper

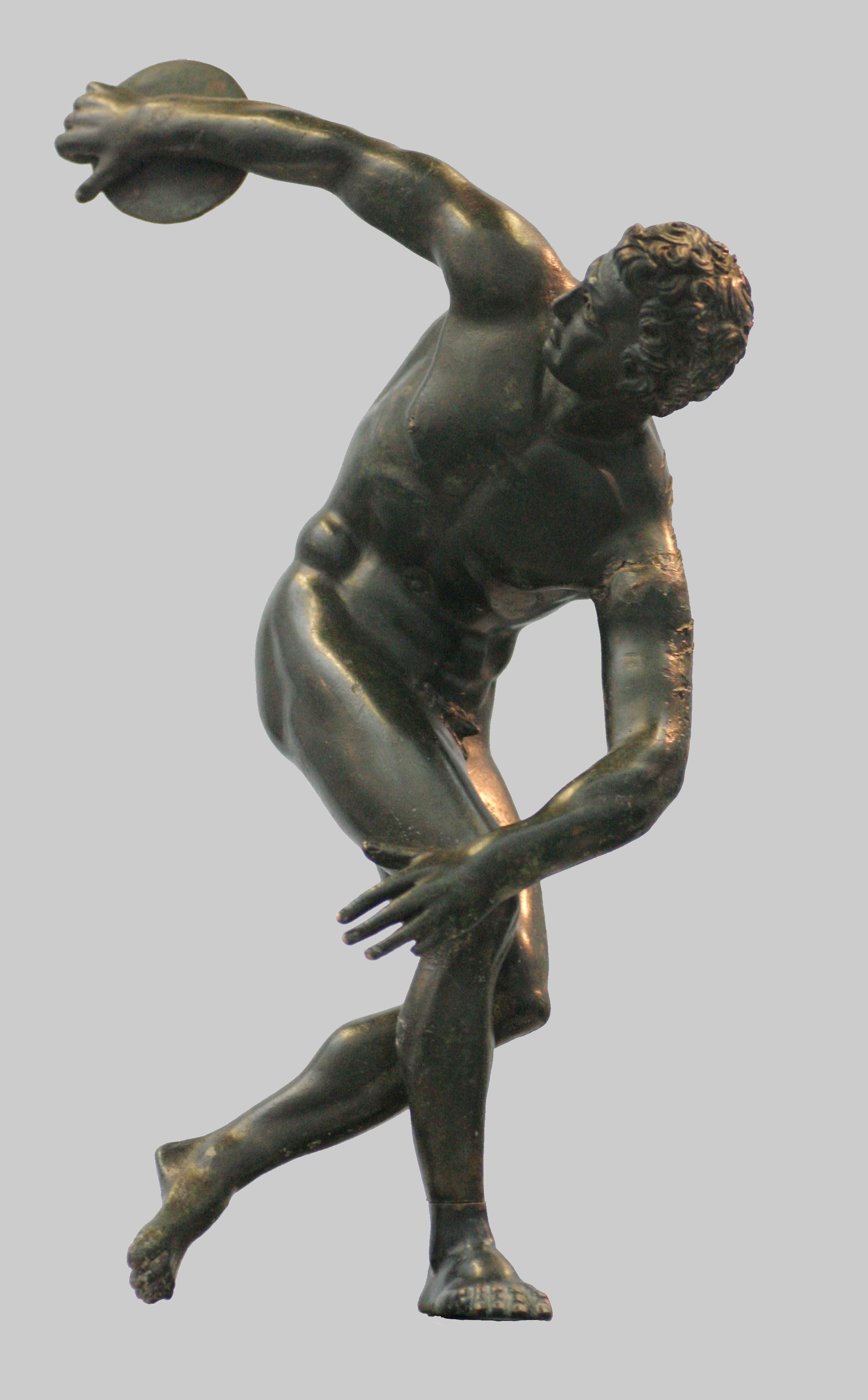
Een bronzen kopie uit de 2e eeuw van de discuswerper in het Glyptothek, München

De discuswerper of diskobolos (Latijn: Discobolus, Oudgrieks: Δισκοβόλος – diskobolos) was een Grieks bronzen beeld. Het verloren gegane originele beeld werd vervaardigd ca. 450 v.Chr. door de Attische beeldhouwer en bronsgieter Myron van Eleutherae. Het bronzen beeld was ongeveer 1,55 m hoog en stond vermoedelijk in Delphi of Olympia.
De beelden van de discuswerper die vandaag de dag te bezichtigen zijn, zijn Romeinse marmeren kopieën. Zo is er een kopie in het British Museum en bevinden er zich twee in het Museo Nazionale Romano.
De benaming diskobolos werd reeds in de 17e en 18e eeuw gebruikt voor een beeld met een discus in de hand, de diskophoros of discusdrager. Dit beeld werd door de Italiaanse archeoloog Ennio Quirino Visconti geïdentificeerd en benoemd als de diskobolos van de Griekse beeldhouwer Naukydes van Argos.

## Beeldhouwstijl
Het originele beeld werd gemaakt tijdens de klassieke periode (500 v.Chr. - 300 v.Chr.) en behoort tot de rijpe stijl (450 v. Chr - 380 v.Chr.).
In de rijpe stijl merken wij een verdere ontwikkeling in de beelden. De contrapost wordt in deze stijl volledig ontwikkeld door de Griekse beeldhouwer Polykleitos met zijn beeld de speerdrager, waardoor de eerste canon, dit is een verzameling van schoonheidsregels in de Griekse beeldhouwkunst, wordt vastgelegd.
De beelden vertonen een grote beweging, een betere detaillering en een harmonisch evenwicht in de lichaamsbeweging waardoor de beelden een natuurlijke en dynamische uitstraling krijgen. Deze beweging merken wij in de vrijere stand van de benen, het verdwijnen van de symmetrie in de schouders, de flanken en de scheve heupstand. De frontale beelden verdwijnen en de anatomie is uitgewerkt.
In deze periode waren vooral atleten, helden of goden het onderwerp. De mens werd in de beelden voorgesteld met ideale verhoudingen.

## Het beeld
De discuswerper is van dezelfde stijl als de speerdrager of een van de andere beelden van Polykleitos. Beide beelden vertonen al een groot verschil met de beelden van de strenge stijl, de Wagenmenner van Delphi en de Poseidon van Artemision.
Het beeld is een momentopname en stelt een discuswerper met gespannen spieren voor die zich in een moment van rust bevindt tussen het naar achteren strekken van de arm en de eigenlijke werpbeweging die zal volgen. De atleet zal om zijn eigen as draaien, zich uit de gekromde houding oprichten en de discus met volle kracht wegslingeren.
De discuswerper bevindt zich in totale harmonie en balans. Het is een vrijstaand beeld en vertoont een S-vorm (van het hoofd naar het bekken en naar de rechtervoet). De linkerarm plooit zich naar zijn rechterbeen en de rechterarm is opgeheven, zodat de armen een boog vormen. Het beeld is een mooi voorbeeld van contrapost. Het beeld steunt op het rechterbeen, waardoor het lichaamsgewicht op dit been rust en zodat het linkerbeen volledig vrij is.
Het beeld straalt een gevoel van rust en evenwicht uit, maar vertoont tegelijkertijd een lichaam in een geladen en dynamische toestand, waarbij het gezicht echter geen krachtinspanning vertoont. Hoewel het beeld een natuurlijk uitstraling heeft, is het niet realistisch. De beeldhouwer heeft verschillende houdingen van het discuswerpen bijeengezet en samengebracht in één figuur.
Het standbeeld werd gegoten volgens de techniek van het bronsgieten van de Griekse oudheid. Om het beeld te vervaardigen werd een driedimensionale afdruk gemaakt van de verschillende delen van het beeld in een gietmal. De delen werden door middel van mechanische technieken als klinken en lassing aan elkaar verbonden.

## Voorbeelden

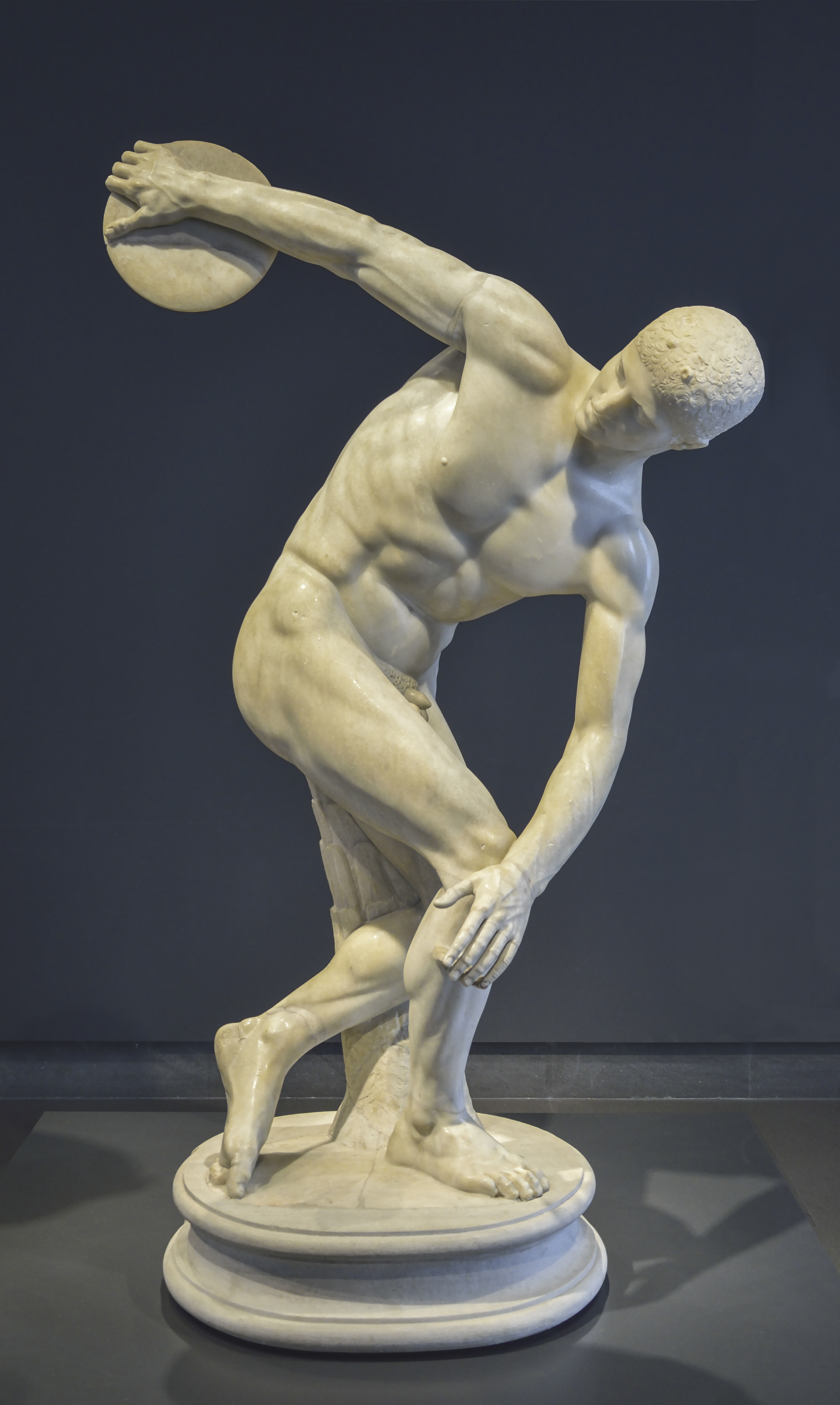
Diskobolos Lancelotti

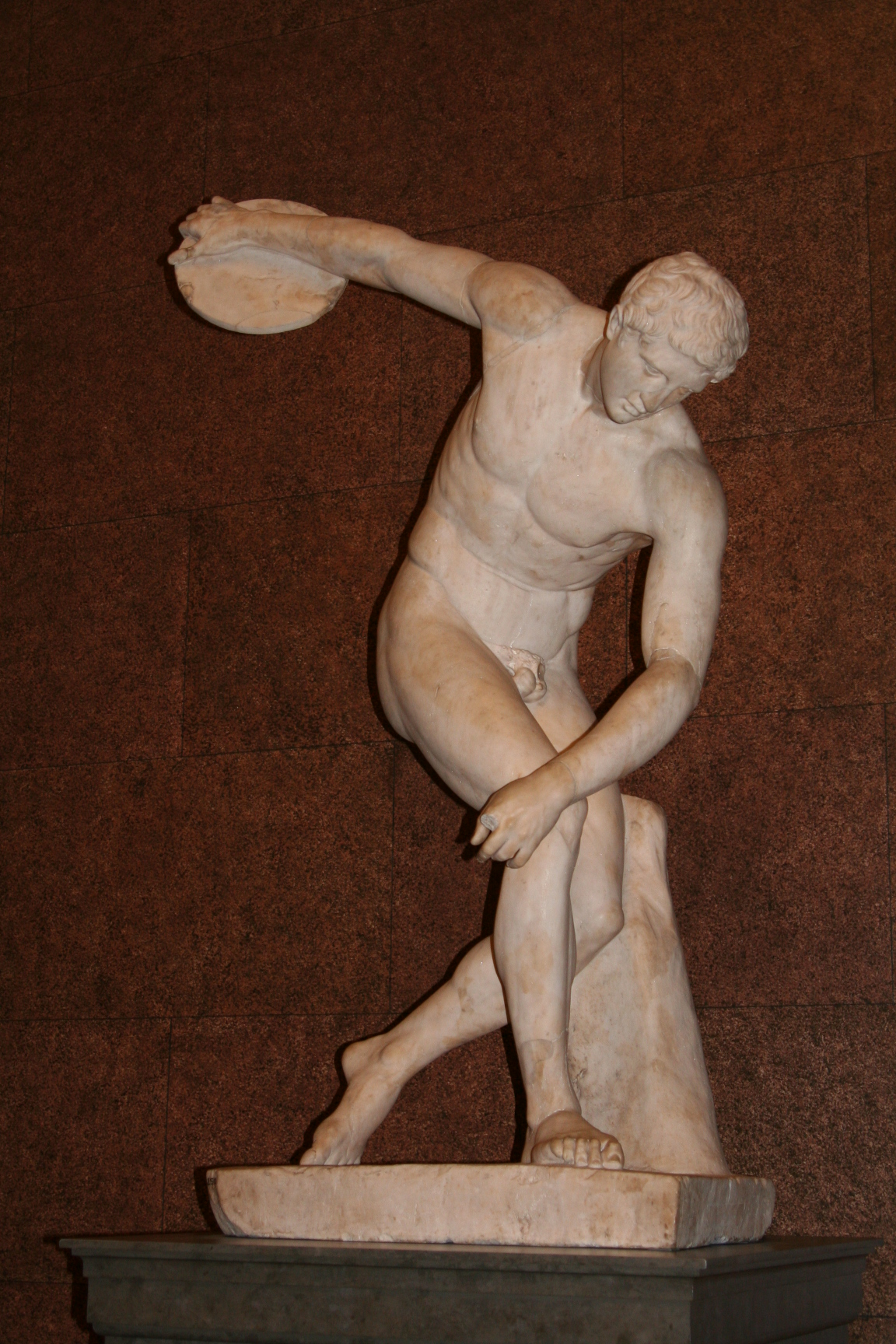
Townleys Diskobolos in het British museum

### Diskobolos Palombara of Diskobolos Lancelotti

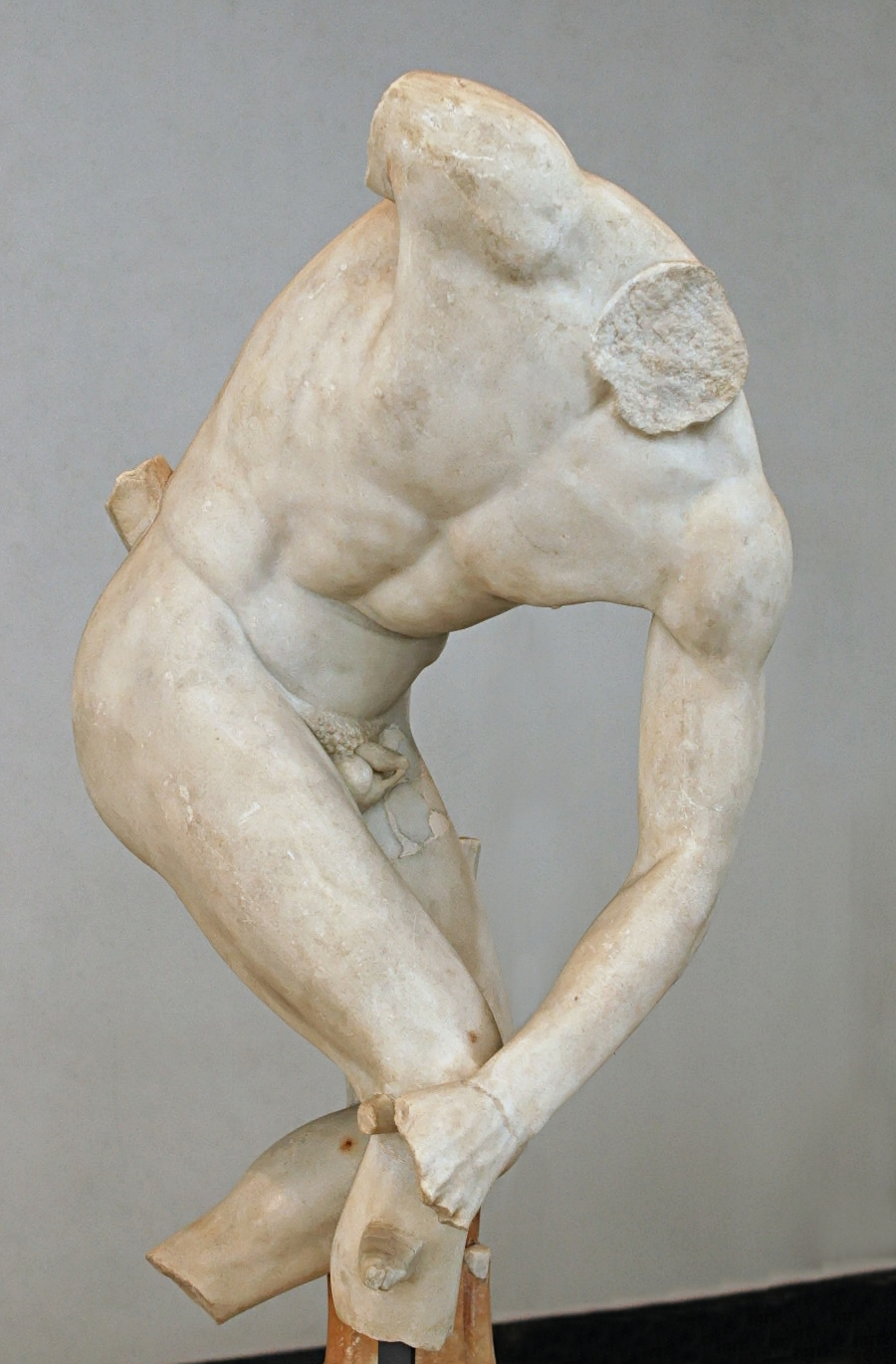
Diskobolos Castemporziano

Het eerste beeld, ook het bekendste en waarschijnlijk de trouwste kopie van het origineel, werd gevonden door de Italiaanse archeoloog Carlo Fea in 1781, bij de Villa Palombara van de Romeinse familie Massimo op de Esquilijn-heuvel. Het marmeren beeld, zo’n 1,55 m hoog, werd gerestaureerd door Giuseppe Angelini en werd door de Massimo familie geplaatst in de Palazzo Massimo delle Colonne en later in Palazzo Lancelotti.
Het beeld werd dankzij Carlo Fea geïdentificeerd als een kopie van het bronzen beeld van Myron.
In 1937 besloot Adolf Hitler het beeld te kopen. In 1938 besliste de minister van Buitenlandse Zaken Galeazzo Ciano om het beeld voor vijf miljoen lire aan Hitler te verkopen. Dit bracht echter luide protesten met zich mee van de minister van Onderwijs Giuseppe Bottai en de wetenschappelijke gemeenschap. Het beeld werd per trein naar München vervoerd en tentoongesteld in de Glyptothek. Het beeld werd in 1948 aan Italië teruggegeven en werd tentoongesteld in het Museo Nazionale Romano.

### Townleys Diskobolos

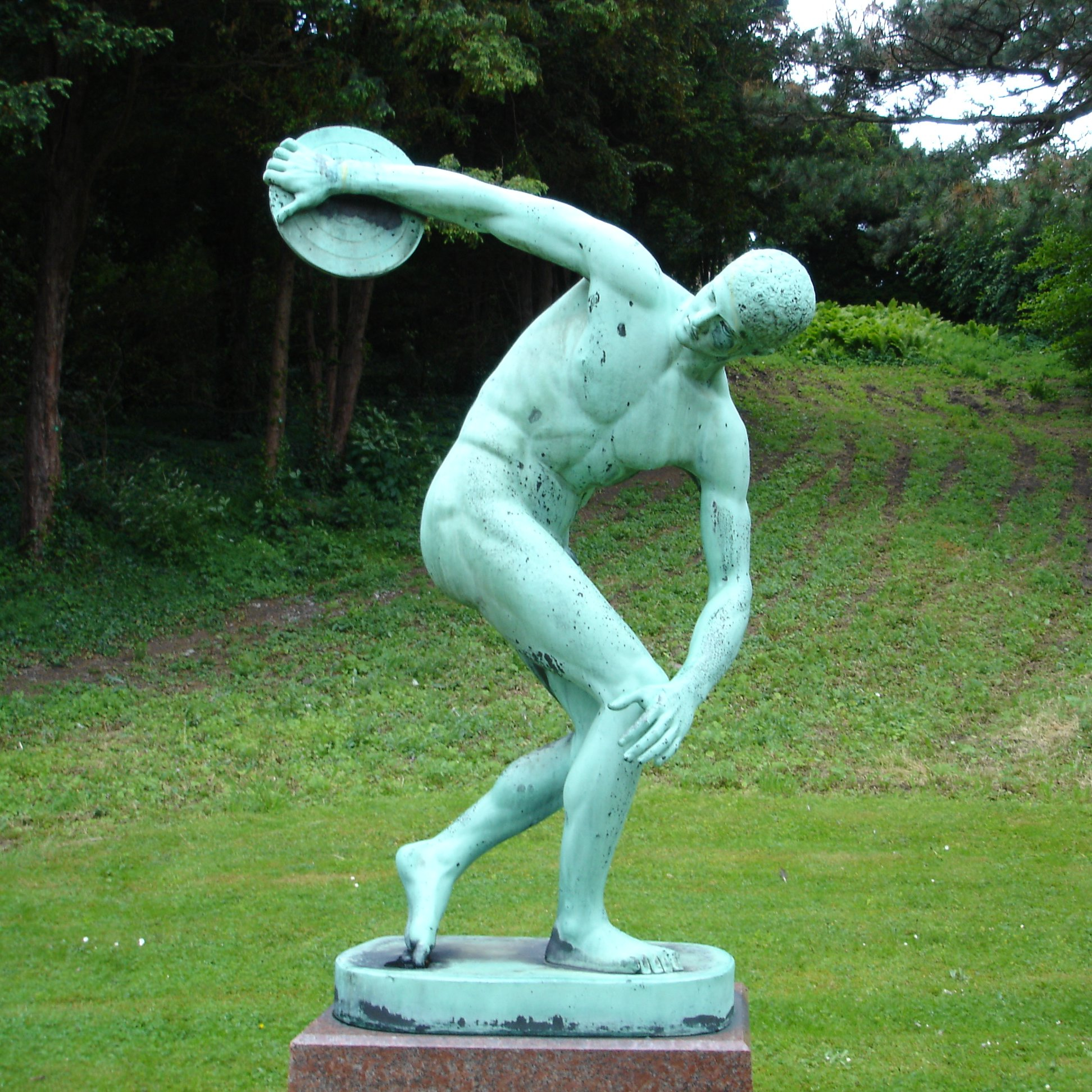
Discuswerper in de plantentuin van Kopenhagen

Het beeld werd gevonden in 1790 nabij de Villa Adriana in Tivoli van de voormalige Romeinse keizer Hadrianus. Het werd door de Engelse antiquair en kunsthandelaar Thomas Jenkins op een publieke veiling in 1792 gekocht voor 400 pond. Charles Townley, Engelse antiquair en kunstverzamelaar, gaf Thomas Jenkins de opdracht om het beeld te kopen. Het standbeeld werd tentoongesteld in 1794 in zijn galerie op Park Street, in Londen. In 1805 werd het beeld door het British Museum gekocht en tentoongesteld. Het beeld was bij de opgravingen beschadigd en werd gerestaureerd. Alleen werd het hoofd fout gerestaureerd, maar Townley was ervan overtuigd dat zijn beeld het enige echte was.

### Andere voorbeelden

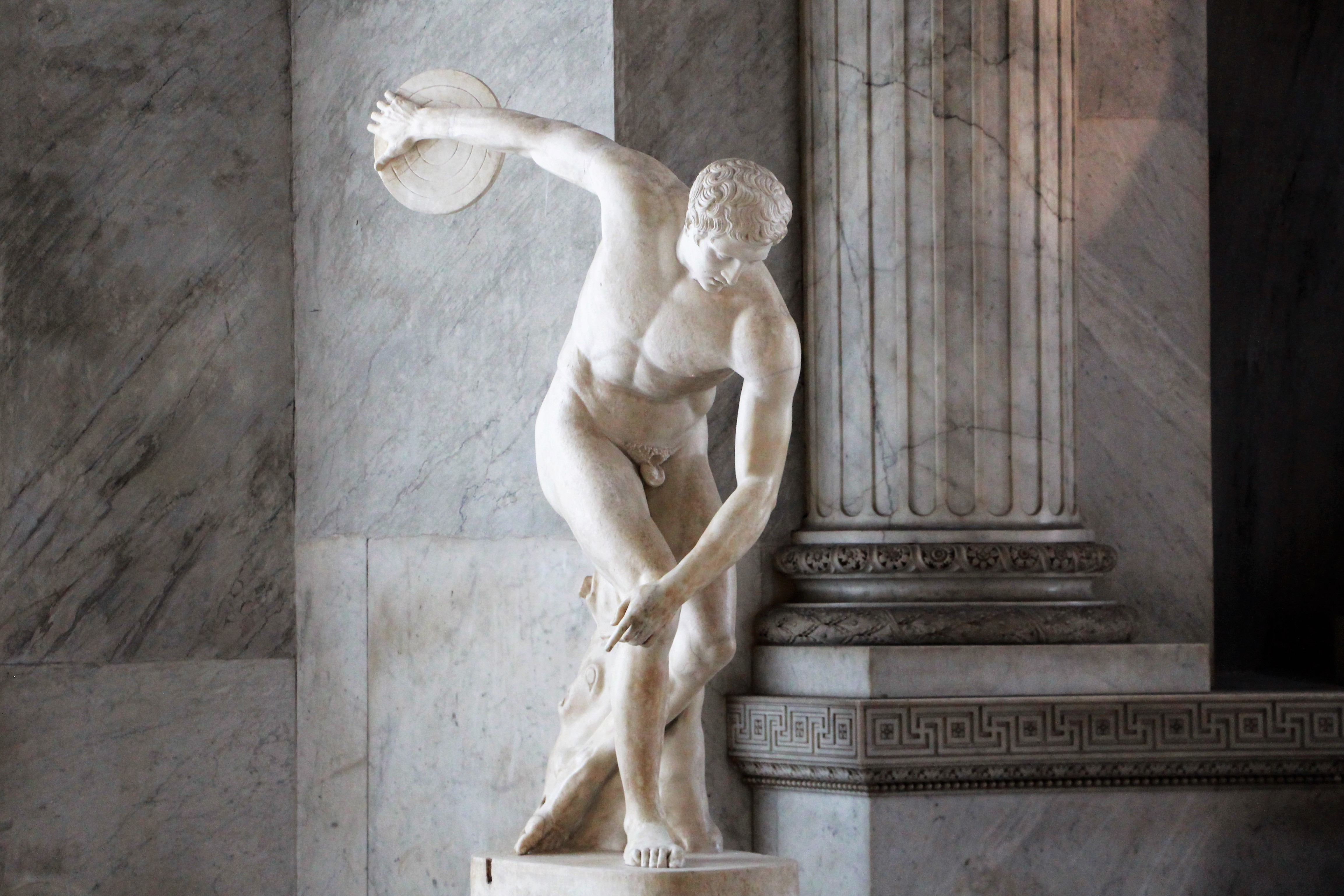
Diskobolos in de Vaticaanse Musea.

In 1790 werd naast Townleys Diskobolos nog een andere diskobolos gevonden nabij Tivoli. Dit beeld werd door de Vaticaanse musea gekocht en tentoongesteld.
In 1906 werd in de ruïnes van een Romeinse Villa nabij een dorp in Tor Paterna nog een Romeinse kopie gevonden van de discuswerper. Dit beeld, de diskobolos Castelporziano, werd aan het Museo Nazionale Romano gegeven. Deze kopie is echter realistischer en vertoont de technische evolutie die tussen het Griekse classicisme en de Romeinse beeldhouwkunst heeft plaatsgevonden.
Er bevindt zich nog één beeld in het Musei Capitolini en één beeld in de botanische tuin van Kopenhagen.

## Munt
| € 2,00 |
| --- |
| |
| Deze speciale euromunt van 2 euro werd ter ere van de Olympische Spelen van 2004 geslagen. Links staat het logo van de Olympische Spelen "ATHENS 2004" met de vijf ringen. |